# Liposthey
Liposthey (Lipostèir, en occitan) est une commune du Sud-Ouest de la France, située dans le département des Landes (région Nouvelle-Aquitaine).

## Géographie

### Localisation
Commune située dans la forêt des Landes sur la route nationale 10, devenue A63, entre Bordeaux et Bayonne.

### Communes limitrophes
Les communes limitrophes sont Labouheyre, Pissos, Saugnac-et-Muret, Ychoux et Lüe.
|                          | Saugnac-et-Muret |        |
| Ychoux                   | Liposthey        | Pissos |
| Luë (par un quadripoint) | Labouheyre       |        |

### Climat
Pour des articles plus généraux, voir Climat de la Nouvelle-Aquitaine et Climat des Landes.
Historiquement, la commune est exposée à un climat océanique aquitain.  
En 2020, Météo-France publie une typologie des climats de la France métropolitaine dans laquelle la commune est exposée à un climat océanique et est dans une zone de transition entre les régions climatiques « Littoral charentais et aquitain » et « Aquitaine, Gascogne »0.
Pour la période 1971-2000, la température annuelle moyenne est de 13 °C, avec une amplitude thermique annuelle de 13,8 °C. Le cumul annuel moyen de précipitations est de 1 090 mm, avec 12,6 jours de précipitations en janvier et 7,6 jours en juillet. Pour la période 1991-2020, la température moyenne annuelle observée sur la station météorologique la plus proche, située sur la commune de Pissos à 8 km à vol d'oiseau, est de 13,7 °C et le cumul annuel moyen de précipitations est de 1 031,6 mm,. Pour l'avenir, les paramètres climatiques de la commune estimés pour 2050 selon différents scénarios d’émission de gaz à effet de serre sont consultables sur un site dédié publié par Météo-France en novembre 2022.

## Urbanisme

### Typologie
Au 1er janvier 2024, Liposthey est catégorisée commune rurale à habitat dispersé, selon la nouvelle grille communale de densité à sept niveaux définie par l'Insee en 2022.
Elle est située hors unité urbaine et hors attraction des villes,.

### Occupation des sols

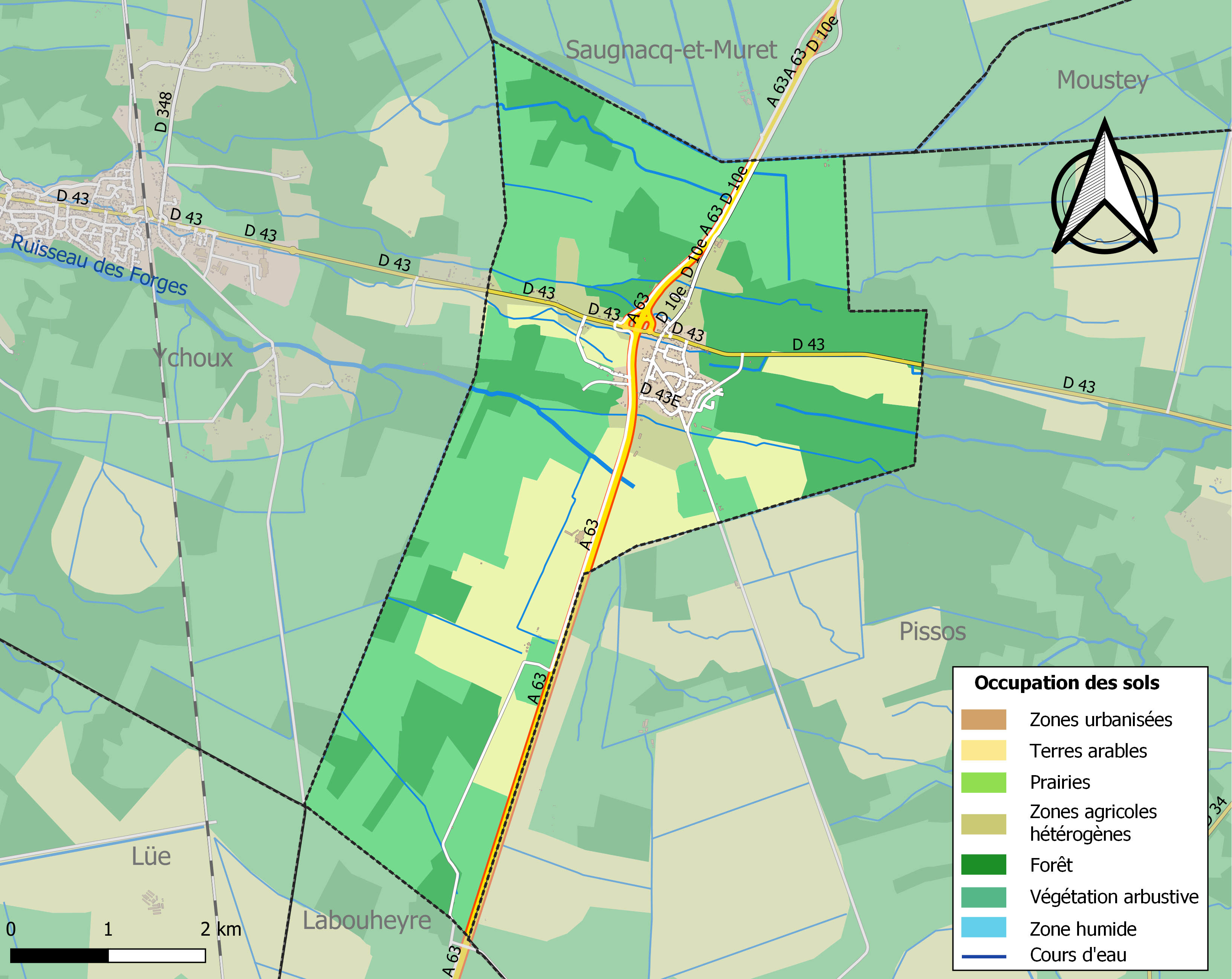
Carte des infrastructures et de l'occupation des sols de la commune en 2018 (CLC).

L'occupation des sols de la commune, telle qu'elle ressort de la base de données européenne d’occupation biophysique des sols Corine Land Cover (CLC), est marquée par l'importance des forêts et milieux semi-naturels (70,3 % en 2018), en diminution par rapport à 1990 (72,2 %). La répartition détaillée en 2018 est la suivante : milieux à végétation arbustive et/ou herbacée (42,3 %), forêts (28 %), terres arables (21 %), zones agricoles hétérogènes (5,5 %), zones urbanisées (3,2 %). L'évolution de l’occupation des sols de la commune et de ses infrastructures peut être observée sur les différentes représentations cartographiques du territoire : la carte de Cassini (XVIIIe siècle), la carte d'état-major (1820-1866) et les cartes ou photos aériennes de l'IGN pour la période actuelle (1950 à aujourd'hui).

### Risques majeurs
Le territoire de la commune de Liposthey est vulnérable à différents aléas naturels : météorologiques (tempête, orage, neige, grand froid, canicule ou sécheresse), feux de forêts et séisme (sismicité très faible). Un site publié par le BRGM permet d'évaluer simplement et rapidement les risques d'un bien localisé soit par son adresse soit par le numéro de sa parcelle.
Liposthey est exposée au risque de feu de forêt. Depuis le 20 avril 2016, les départements de la Gironde, des Landes et de Lot-et-Garonne disposent d’un règlement interdépartemental de protection de la forêt contre les incendies. Ce règlement vise à mieux prévenir les incendies de forêt, à faciliter les interventions des services et à limiter les conséquences, que ce soit par le débroussaillement, la limitation de l’apport du feu ou la réglementation des activités en forêt. Il définit en particulier cinq niveaux de vigilance croissants auxquels sont associés différentes mesures,.
La commune a été reconnue en état de catastrophe naturelle au titre des dommages causés par les inondations et coulées de boue survenues en 1999 et 2009 et par des mouvements de terrain en 1999.

## Histoire
Dans l'Antiquité, la localité est une station sur la voie romaine construite sous l'empereur Auguste et reliant Bordeaux (Burdigala) à Dax Aquae Tarbellicae). Elle figure dans l'itinéraire d'Antonin sous le nom de Telonum.
Liposthey a appartenu à la commune de Pissos de 1790-1794 à 1860.

## Politique et administration
| Période                                  | Période  | Identité           | Étiquette | Qualité                     |
| ---------------------------------------- | -------- | ------------------ | --------- | --------------------------- |
| 1999                                     | 2020     | Christian Harambat | DVG       | Ingénieur agricole retraité |
| 2020                                     | En cours | Michel Poujoux     | SE        | Retraité                    |
| Les données manquantes sont à compléter. |          |                    |           |                             |

## Démographie
L'évolution du nombre d'habitants est connue à travers les recensements de la population effectués dans la commune depuis 1861. Pour les communes de moins de 10 000 habitants, une enquête de recensement portant sur toute la population est réalisée tous les cinq ans, les populations de référence des années intermédiaires étant quant à elles estimées par interpolation ou extrapolation. Pour la commune, le premier recensement exhaustif entrant dans le cadre du nouveau dispositif a été réalisé en 2007.

En 2022, la commune comptait 591 habitants, en évolution de +13 % par rapport à 2016 (Landes : +5,78 %, France hors Mayotte : +2,11 %).
| 1861 | 1866 | 1872 | 1876 | 1881 | 1886 | 1891 | 1896 | 1901 |
| ---- | ---- | ---- | ---- | ---- | ---- | ---- | ---- | ---- |
| 361  | 369  | 380  | 352  | 346  | 321  | 333  | 340  | 315  |

| 1906 | 1911 | 1921 | 1926 | 1931 | 1936 | 1946 | 1954 | 1962 |
| ---- | ---- | ---- | ---- | ---- | ---- | ---- | ---- | ---- |
| 282  | 267  | 241  | 250  | 210  | 177  | 278  | 215  | 173  |

| 1968 | 1975 | 1982 | 1990 | 1999 | 2006 | 2007 | 2012 | 2017 |
| ---- | ---- | ---- | ---- | ---- | ---- | ---- | ---- | ---- |
| 163  | 206  | 251  | 302  | 323  | 387  | 396  | 481  | 534  |

| 2022 | - | - | - | - | - | - | - | - |
| ---- | - | - | - | - | - | - | - | - |
| 591  | - | - | - | - | - | - | - | - |

## Lieux et monuments

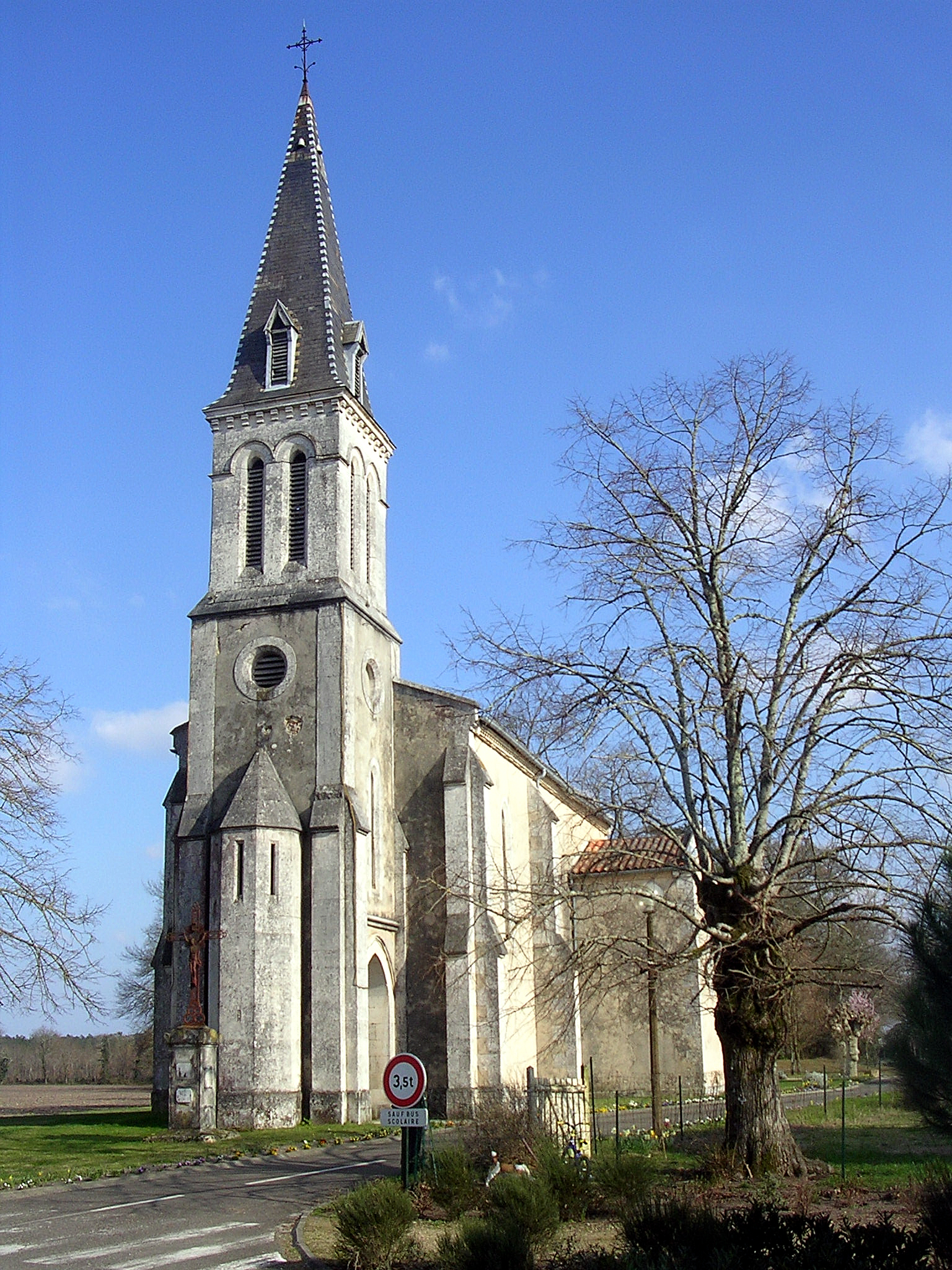
Église Saint-Pierre de Liposthey.
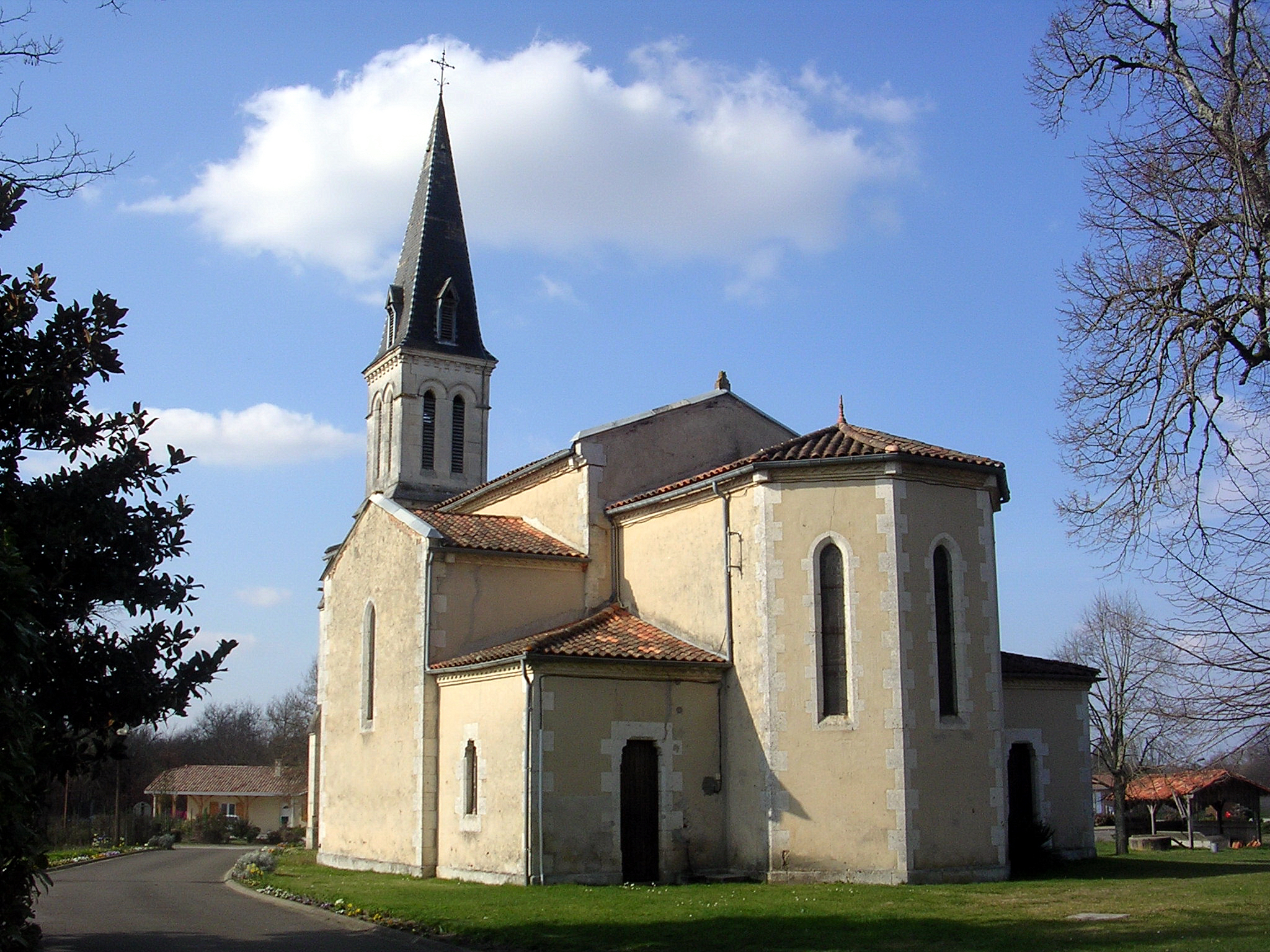
Église Saint-Pierre.
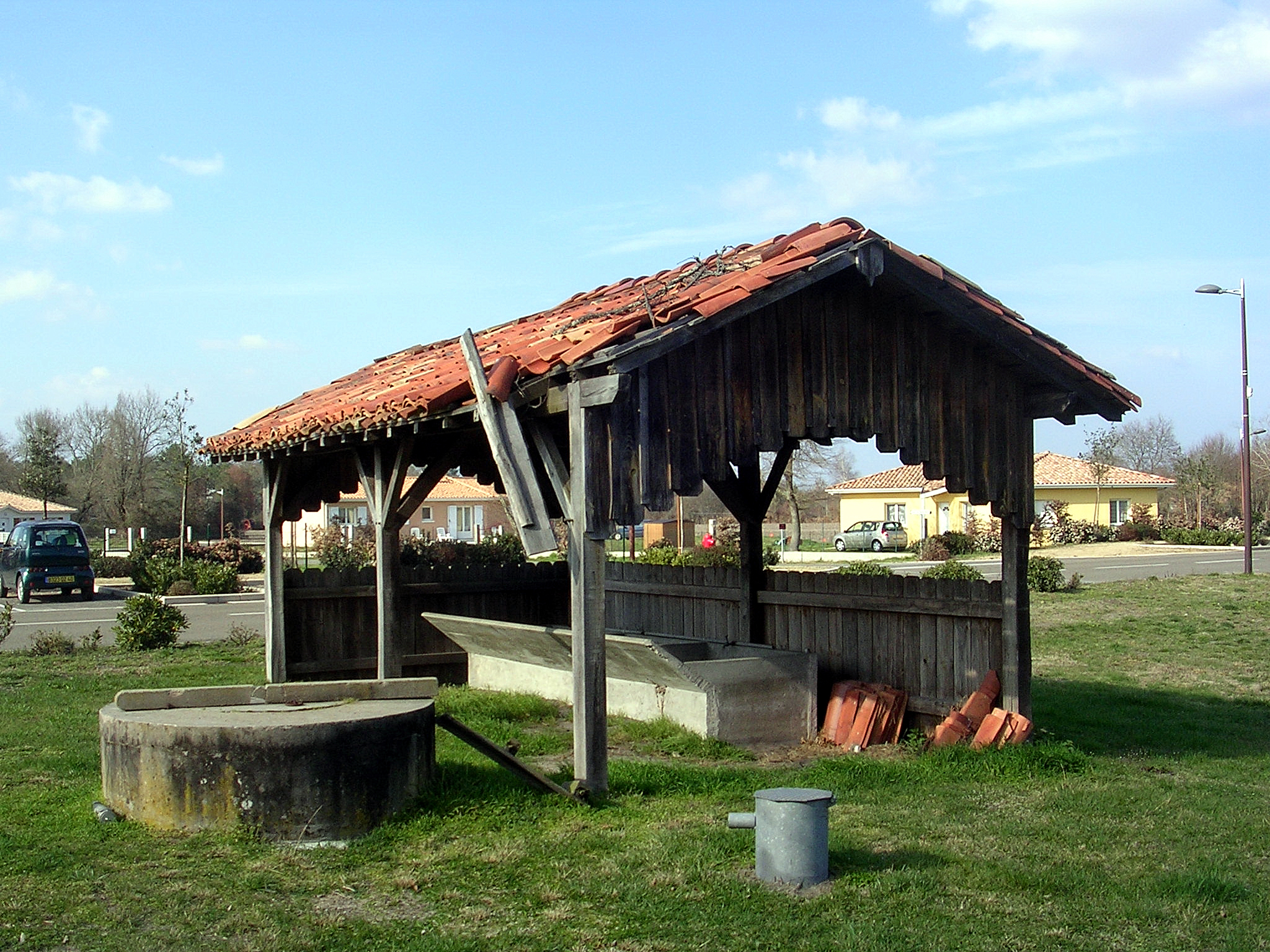
Lavoir de Liposthey.
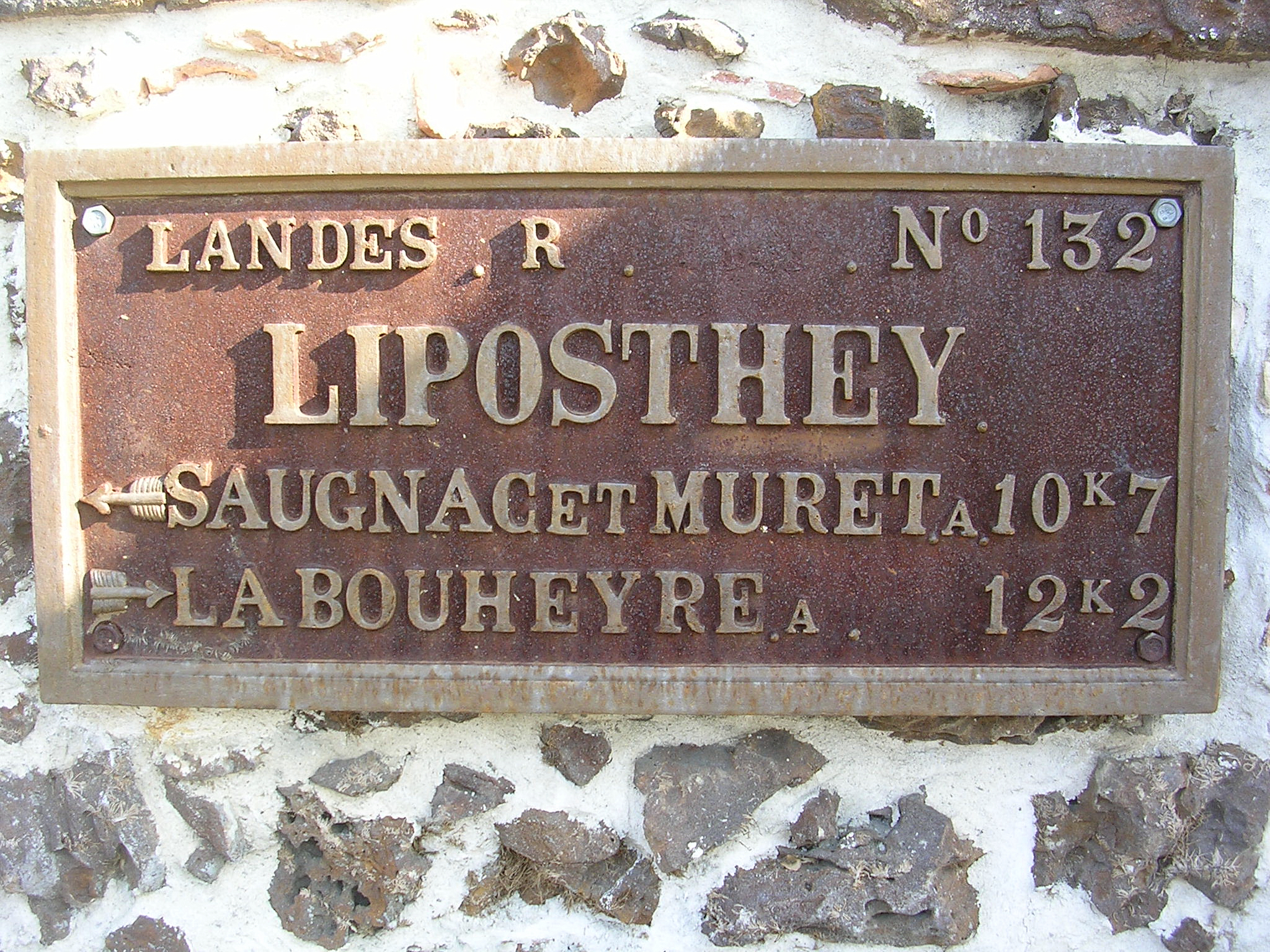
Ancienne plaque routière de la route nationale 132.

- Église Saint-Pierre de Liposthey.
- Église Saint-Pierre.
- Lavoir de Liposthey.
- Ancienne plaque routière de la route nationale 132.